# جون غيبونز (لاعب كرة قاعدة)
جون غيبونز (بالإنجليزية: John Gibbons)‏ هو لاعب كرة قاعدة أمريكي، ولد في 8 يونيو 1962 في غريت فولز في الولايات المتحدة.

## وصلات خارجية
- جون غيبونز على موقع دوري كرة القاعدة الرئيسي (الإنجليزية)
- جون غيبونز على موقعبيزبول رفرنس.كوم (الدوري الرئيسي) (الإنجليزية)
- جون غيبونز على موقعبيزبول رفرنس.كوم (الدوري الثانوي) (الإنجليزية)
- جون غيبونز على موقع جمعية أبحاث البيسبول الأمريكية (الإنجليزية)
- جون غيبونز على موقع إي إس بي إن.كوم (أم.أل.بي) (الإنجليزية)
- جون غيبونز على موقع مشجعي الرسوم البيانية (الإنجليزية)
- جون غيبونز على موقع إن إن دي بي (الإنجليزية)